# Rhoptropus
Genre
Rhoptropus est un genre de gecko de la famille des Gekkonidae.

## Répartition
Les sept espèces de ce genre se rencontrent en Afrique australe.

## Description
Ce sont des geckos diurnes et terrestres.

## Liste des espèces
Selon The Reptile Database (5 décembre 2014) :
- Rhoptropus afer Peters, 1869
- Rhoptropus barnardi Hewitt, 1926
- Rhoptropus biporosus Fitzsimons, 1957
- Rhoptropus boultoni Schmidt, 1933
- Rhoptropus bradfieldi Hewitt, 1935
- Rhoptropus diporus Haacke, 1965
- Rhoptropus taeniostictus Laurent, 1964

## Publication originale
- Peters, 1869 : Eine Mittheilung über neue Gattungen und Arten von Eidechsen. Monatsberichte der Königlich Preussischen Akademie der Wissenschaften zu Berlin, vol. 1869, p. 57-66 (texte intégral).